# Niszczyciele typu Capitán Merino Jarpa
Niszczyciele typu Capitán Merino Jarpa – chilijskie niszczyciele z początku XX wieku. W 1901 roku w stoczni Cammell Laird w Birkenhead zbudowano dwa okręty tego typu. Jednostki weszły w skład Armada de Chile w 1902 roku. Oba okręty skreślono z listy floty w 1924 roku.

## Projekt i budowa
Niszczyciele typu Capitán Merino Jarpa zostały zamówione przez rząd Chile w Wielkiej Brytanii, podobnie jak pozyskane kilka lat wcześniej jednostki typu Capitán Orella . Okręty były ulepszoną wersją swoich poprzedników, lecz nie różniły się od nich zbytnio: miały stalowy kadłub, wypukłą część dziobową i równomiernie rozmieszczone, lekko podwyższone cztery kominy .
Obie jednostki typu Capitán Merino Jarpa zostały zbudowane w brytyjskiej stoczni Cammell Laird w Birkenhead. Wodowanie niszczycieli odbyło się w 1901 roku .
| Okręt                  | Stocznia      | Wodowanie | Wejście do służby |
| ---------------------- | ------------- | --------- | ----------------- |
| „Capitán Merino Jarpa” | Cammell Laird | 1901      | 1902              |
| „Capitán O’Brien”      | Cammell Laird | 1901      | 1902              |

## Dane taktyczno-techniczne
Okręty były niszczycielami o długości między pionami 65,5 metra, szerokości 6,48 metra i zanurzeniu 1,8 metra . Wyporność normalna wynosiła 321 ton . Siłownię okrętów stanowiły dwie maszyny parowe potrójnego rozprężania o łącznej mocy 6250 KM, do których parę dostarczały cztery kotły Normand . Prędkość maksymalna napędzanych dwiema śrubami okrętów wynosiła 30 węzłów. Okręty zabierały zapas 90 ton węgla . 
Na uzbrojenie artyleryjskie okrętów składały się: umieszczone na dziobie pojedyncze działo kalibru 76 mm (3 cale) Armstrong L/40 i pięć pojedynczych 6-funtowych dział kal. 57 mm Hotchkiss L/40 . Broń torpedową stanowiły dwie pojedyncze pokładowe obracalne wyrzutnie kal. 450 mm (18 cali): jedna na śródokręciu i jedna w części rufowej 
Załoga pojedynczego okrętu składała się z 65 oficerów, podoficerów i marynarzy .

## Służba
Oba okręty typu Capitán Merino Jarpa zostały przyjęte w skład Armada de Chile w 1902 roku . Na próbach prędkości niszczyciele osiągnęły od 29,29 do 30,16 węzła. Jednostki wycofano ze służby w 1924 roku i następnie złomowano .